# Thomas Schrammel
Thomas Schrammel (ur. 5 września 1987 w Kittsee) – austriacki piłkarz grający na pozycji lewego obrońcy. Od 2018 roku jest zawodnikiem klubu Sturm Graz.

## Kariera klubowa
Swoją karierę piłkarską Schrammel rozpoczynał w amatorskich klubach ASV Deutsch Jahrndorf i Sportfreunde Berg. Następnie w 1996 roku podjął treningi w Rapidzie Wiedeń. W latach 2005–2007 grał w rezerwach Rapidu. W sezonie 2007/2008 został wypożyczony do FC Lustenau, a w sezonie 2008/2009 do Wackeru Innsbruck.
W 2009 roku Schrammel przeszedł do SV Ried. W jego barwach zadebiutował 21 sierpnia 2009 w zremisowanym 0:0 wyjazdowym meczu z Austrią Kärnten. W sezonie 2010/2011 zdobył z Ried Puchar Austrii.
Latem 2011 Schrammel wrócił do Rapidu Wiedeń. W Rapidzie zadebiutował 16 lipca 2011 w wygranym 2:0 domowym meczu z Admirą Wacker Mödling. W sezonach 2011/2012, 2013/2014, 2014/2015 i 2015/2016 zostawał z Rapidem wicemistrzem Austrii.
Na początku 2018 roku Schrammel przeszedł do Sturmu Graz. Zadebiutował w nim 3 lutego 2018 w przegranym 0:1 wyjazdowym meczu z SV Mattersburg.
| Sezon   | Klub             | Kraj    | Rozgrywki        | Mecze | Bramki |
| ------- | ---------------- | ------- | ---------------- | ----- | ------ |
| 2005/06 | Rapid Wiedeń II  | Austria | Wiener Stadtliga | 30    | 1      |
| 2006/07 | Rapid Wiedeń II  | Austria | Regionalliga     | 20    | 0      |
| 2007/08 | FC Lustenau      | Austria | Erste Liga       | 30    | 0      |
| 2008/09 | Wacker Innsbruck | Austria | Erste Liga       | 22    | 0      |
| 2009/10 | SV Ried          | Austria | Bundesliga       | 30    | 0      |
| 2010/11 | SV Ried          | Austria | Bundesliga       | 34    | 2      |
| 2011/12 | Rapid Wiedeń     | Austria | Bundesliga       | 13    | 0      |
| 2012/13 | Rapid Wiedeń     | Austria | Bundesliga       | 18    | 0      |
| 2013/14 | Rapid Wiedeń     | Austria | Bundesliga       | 1     | 0      |
| 2014/15 | Rapid Wiedeń     | Austria | Bundesliga       | 32    | 1      |
| 2015/16 | Rapid Wiedeń     | Austria | Bundesliga       | 5     | 0      |
| 2016/17 | Rapid Wiedeń     | Austria | Bundesliga       | 26    | 0      |
| 2017/18 | Rapid Wiedeń     | Austria | Bundesliga       | 5     | 0      |
| 2017/18 | Sturm Graz       | Austria | Bundesliga       |       |        |

## Kariera reprezentacyjna
W reprezentacji Austrii Schrammel zadebiutował 7 czerwca 2011 roku w wygranym 3:1 towarzyskim meczu z Łotwą, rozegranym w Grazu.